# Карродус, Джон
Джон Типледи Карродус (англ. John Tiplady Carrodus; 20 января 1836, Китли — 13 июля 1895, Хэмпстед, Лондон) — английский скрипач.

## Биография
Отец Карродуса держал в Китли парикмахерскую и музыкальный магазин и как музыкант-любитель дал сыну первые уроки. В девятилетнем возрасте Карродус выступил в Китли с первым концертом, в 12 лет отправился для продолжения музыкального образования в Лондон, где учился у Бернара Молика, затем вслед за своим наставником перебрался в Штутгарт. Вернувшись в Англию в 1853 году, привлёк внимание Майкла Коста, благодаря которому двумя годами позже поступил в оркестр оперного театра Ковент-Гарден, а в 1869 году сменил Проспера Сентона на позиции его концертмейстера и оставался на этом месте в течение 20 сезонов. В конце жизни Карродус был первой скрипкой оркестра Филармонического общества. Он также выступал как солист и лидер струнного квартета, однако сольную карьеру завершил в 1891 году после продолжительного гастрольного турне по Южной Африке. На протяжении ряда лет преподавал в Гилдхоллской школе музыки. Опубликовал ряд собственных лёгких сочинений, редактировал массовое издание нотной серии «Знаменитые скрипичные дуэты» (1888).